# Gra (mineral)

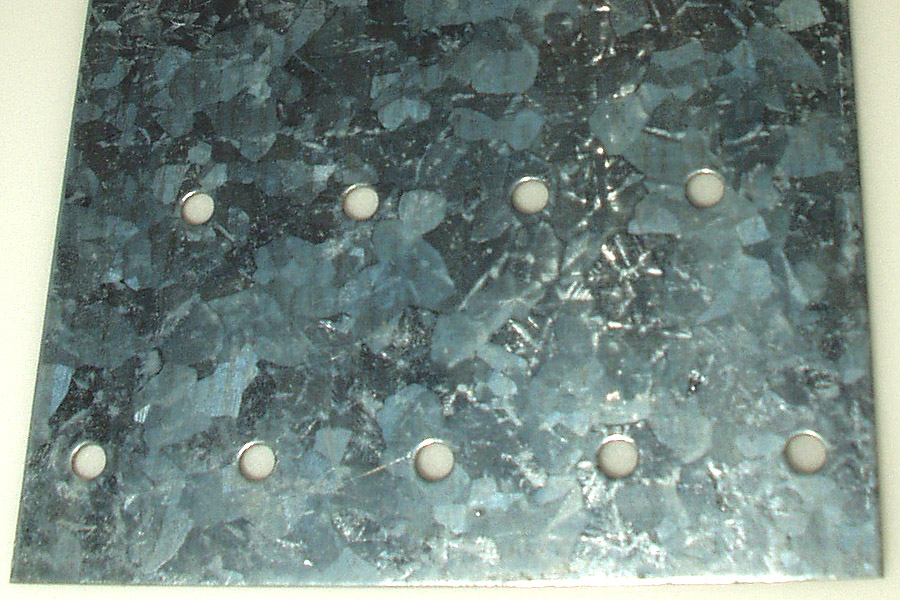
Superfície galvanitzada amb grans visibles de zinc.

En Mineralogia, un gra (també dit cristalita) és l'estructura d'una roca formada per menuts elements perceptibles a primera vista. Cadascun d'aquests elements és un gra.
Els objectes sòlids prou grossos per a ser visibles i manipulables són rarament composts per un monocristal, excepte uns quants casos com ara gemmes, monocristalls de silici per a la indústria electrònica, certes fibres i monocristalls d'un superaliatge de níquel per a construir motors de turborreactors. Quasi tots els materials són policristal·lins, i fets d'un gran nombre de monocristalls (grans) units entre si per prims estrats de sòlid amorf. La grandària del gra pot variar des d'uns pocs nanometres a diversos mil·límetres.

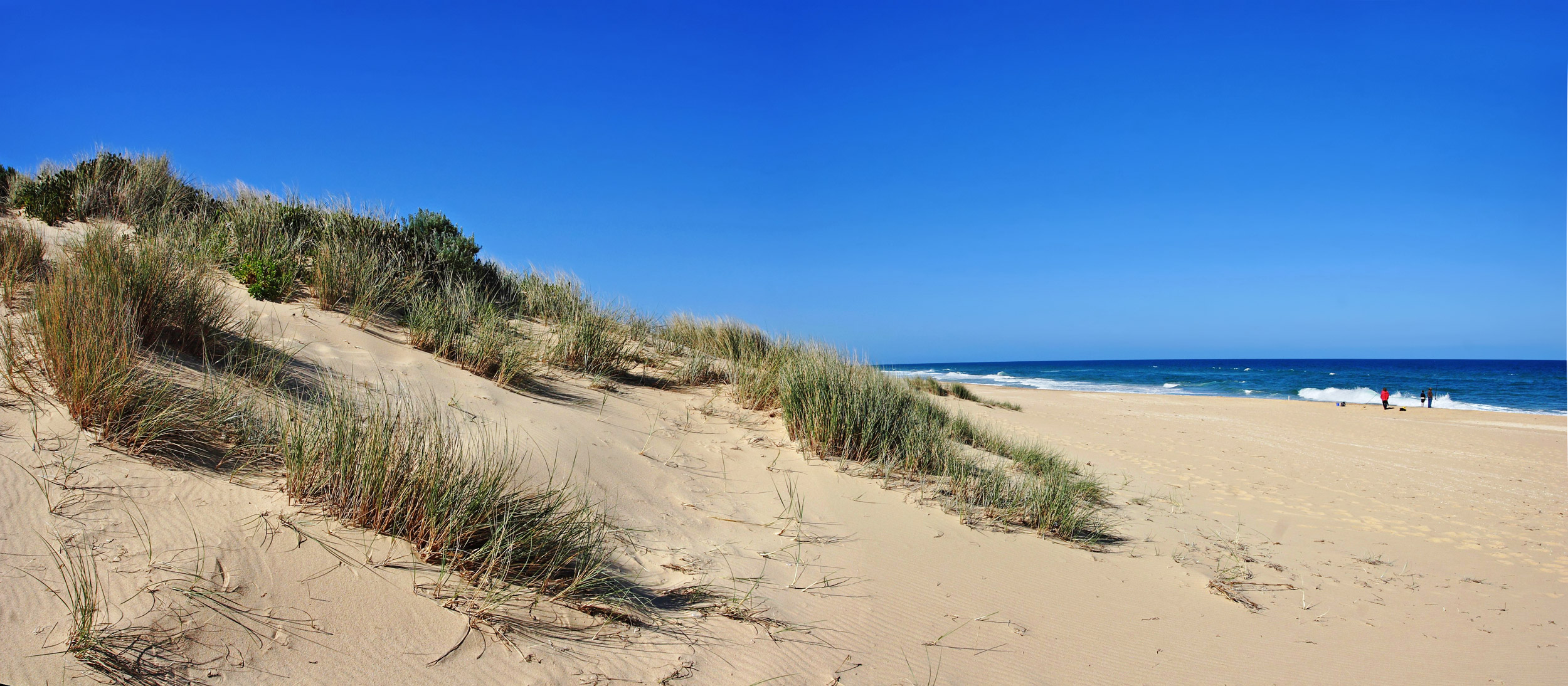
Una platja està conformada per innombrables grans de sorra.

En la sorra, els grans es troben solts; al gres formen una massa compacta, ja que estan units per un ciment, però es desprenen fàcilment. En el granit la cohesió és, per contra, molt gran, ja que durant la formació de la roca certs elements, especialment el quars, han emplenat completament els intersticis que intervenien entre els grans. Existeixen roques de gra fi, de gra mitjà i de gra gruixut. La majoria de les vegades una roca de gra fi és d'origen sedimentari.
Les enormes roques de gra gruixut tenen un procés de formació molt lent, mentre que les roques de gra fi es formen més ràpid (en una escala de temps geològic). Si una roca es forma molt ràpidament, com la solidificació de la lava expulsada per un volcà, pot no posseir cap gra. Així és com es forma per exemple, l'obsidiana.